# Eugène Vinaver
Pour les articles homonymes, voir Vinaver.
Eugène Vinaver, nom francisé d’Evgueni Maximovitch Vinaver (en russe : Евгений Максимович Винавер), est un spécialiste de la littérature né le 18 juin 1899 et mort le 21 juillet 1979 .
Réputé notamment pour son édition des œuvres de sir Thomas Malory, Vinaver était aussi un spécialiste reconnu de Racine et de Flaubert.

## Éléments biographiques

### Famille
Le père d'Eugène Vinaver, Maxime Vinaver (ru) (1863-1926), a joué un rôle éminent en tant que dirigeant communautaire juif et dirigeant du parti libéral des cadets en Russie. En 1919, il fuit la révolution bolchevique et se réfugie à Paris avec sa femme Rosa (1872-1951) et ses trois enfants : la future radiologue Valentine Cremer (1896-1983), Eugène Vinaver (né à Saint-Pétersbourg le 18 juin 1899), et la future avocate Sophie Vinaver (1904-1964).
Le dramaturge et PDG de Gillette Michel Vinaver, fils de Sophie né en 1927, est le neveu d’Eugène.
L'actrice Anouk Grinberg, fille de Michel Vinaver, est sa petite-nièce, tandis que l'actrice Louise Grinberg est son arrière petite-nièce.

### Études et carrière académique
Vinaver étudia à l’École pratique des hautes études où il eut pour professeur Joseph Bédier. Durant les années 1920, il partit en Angleterre, où il fut entre autres l’étudiant de Mildred Pope. Après avoir enseigné quelques années à Oxford, il fut nommé en 1933 titulaire de la chaire de langue et de litterature françaises de l’université de Manchester. En 1950, il obtint son doctorat à l’université d’Oxford.
Après sa retraite en 1966, il continua à enseigner et à donner des conférences dans des universités américaines et canadiennes.

### Littérature arthurienne

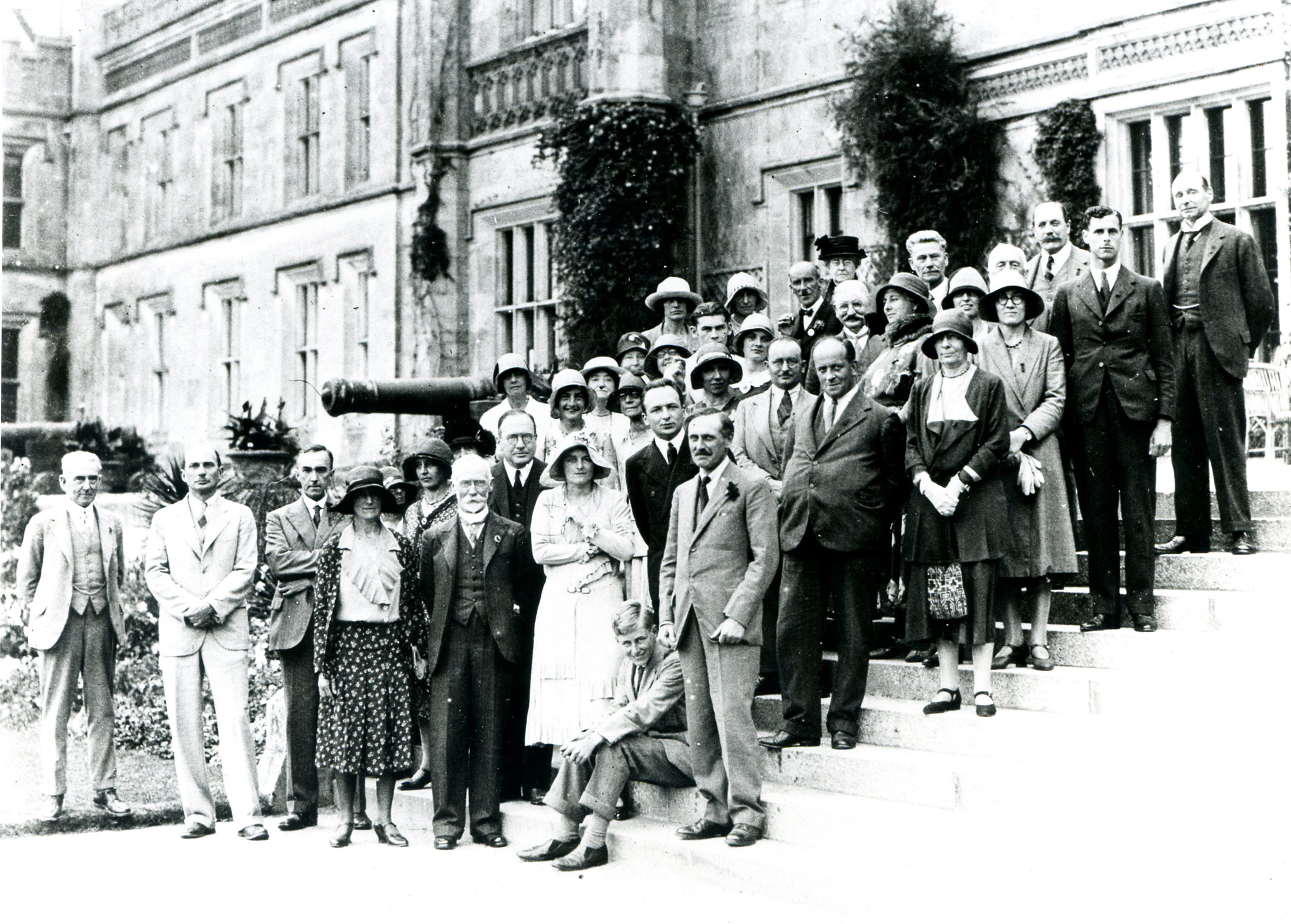
Le congrès de la «Arthurian society» à Truro en 1930

En 1928, Vinaver fonda à Oxford l’Arthurian society, qui publia deux volumes intitulés Arthuriana (1929 et 1930). Cette société fut ensuite rebaptisée Society for the study of the medieval languages and literatures et Arthuriana prit pour nouveau titre Medium Ævum.
En 1948, la Société internationale arthurienne fut fondée par Vinaver, Jean Frappier et Roger Sherman Loomis.
Eugène Vinaver publia en 1947 une nouvelle édition de Le Morte d'Arthur de Malory, basée sur le manuscrit de Winchester (XVe siècle) que Walter Fraser Oakeshott (en) avait découvert en 1934 à la bibliothèque du Winchester College.
Vinaver constata des différences structurelles entre le texte du manuscrit et celui de l’édition de Le Morte d’Arthur établie par William Caxton, comme par exemple des variantes dans les titres des chapitres et dans le vocabulaire.

### Académicien
Vinaver était un membre correspondant de la British Academy et de la Medieval Academy of America, ainsi qu’un membre étranger de l’Académie royale de langue et de littérature françaises de Belgique.

## Publications
- 1951 – Racine et la poésie tragique
- 1970 – À la recherche d’une poétique médiévale (prix Broquette-Gonin en 1971[5])
- 1971 – The Rise of Romance

### Source
- (en) Cet article est partiellement ou en totalité issu de l’article de Wikipédia en anglais intitulé « Eugène Vinaver » (voir la liste des auteurs).